# Le Tribun du Peuple
(«Il Manifesto dei Plebei» in Babeuf, Il Tribuno del Popolo, Milano, 1945, p. 81)
Le Tribun du Peuple, ou Le Défenseur des droits des l'hommes (Il Tribuno del Popolo, o il Difensore dei diritti dell'uomo) è il proseguimento del Journal de la Liberté de la Presse, creato da François-Noël Babeuf, che a partire dal n° 23, il 5 ottobre del 1794, cambiò nome assieme al suo unico redattore. Ne sono stati pubblicati diciotto numeri, l'ultimo dei quali poco prima dell'arresto di Babeuf, consumatosi il 10 maggio 1796.

## Cronaca e ideologia
(Epigrafe de "Le Tribun du Peuple")
Dopo la caduta di Robespierre, François-Noël Babeuf pubblica a Parigi il primo numero del Journal de la Liberté de la presse. È il 17 fruttidoro dell'anno II (3 settembre 1794). A partire dal № 23, apparso il 14 vendemmiaio (5 ottobre), il giornale cambia nome assieme al suo unico redattore. Nell'articolo che segna la nascita del Tribune du Peuple, Babeuf spiega che siccome «ogni giornale dovrebbe inalberare il sacro nome di popolo», egli si è dovuto ingegnare a trovare il sostantivo giusto da affiancare al termine «popolo», e poiché erano già impiegati da altri fogli i nomi di défenseur, orateur e ami, non restava che quello di tribune, voce con la quale intende designare «l'uomo che sale alla tribuna, una tribuna multipla, per difendere di fronte a tutti e contro tutti, i diritti del popolo». Nonostante non si possa dire che sussista un'analogia tra il suo tribunato e quello dei Romani, Babeuf si dichiara ammiratore di detta istituzione e, in particolare, dei Gracchi, considerati «le figure più oneste della Repubblica romana». Egli li assume perciò a suoi «patroni» e in loro onore si firmerà d'ora in poi Gracchus, giacché, come i due fratelli hanno fortemente voluto il bene del popolo e per esso sono morti, anch'egli è mosso dallo stesso ideale e sarebbe ben «felice» di condividerne il destino, se le circostanze dovessero esigere il sacrificio della sua vita.
I primi numeri del giornale mostrano un Babeuf ancora antigiacobino, per una sua intima avversione al terrore. Un arresto interrompe le pubblicazioni del Tribun al № 27; esse riprendono il 28 frimaio dell'anno III (18 dicembre 1794) con un feroce articolo impregnato di moralismo, nel quale Babeuf condanna la rilassatezza dei costumi, quasi scomparsa dopo lo scoppio della rivoluzione e tornata agli eccessi dell'ancient regime, quando Parigi era «un'altra Persepoli». Il dilagare del vizio è accompagnato dal rovesciamento dei valori, per cui i veri patrioti sono calunniati e ai nemici del popolo «si tesse ogni giorno il panegirico». A costoro, che stanno portando indietro il corso della storia e mirano a cancellare la sovranità popolare, Babeuf, in quanto repubblicano fedele agli eterni principi esposti nella Dichiarazione dei Diritti dichiara guerra, non solo con la penna, ma pure «con la spada».

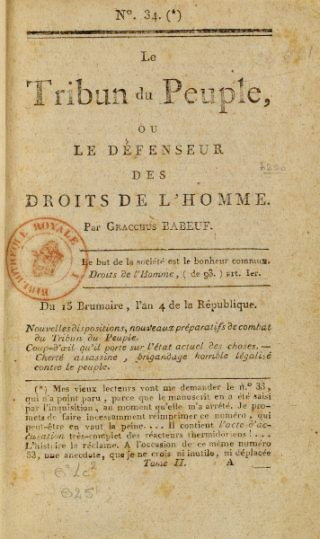
Frontespizio del № 34 del Tribun du Peuple

In seguito al sequestro del № 33, mai pubblicato, Babeuf è arrestato il 19 piovoso dell'anno III (7 febbraio 1795).
 
L'evento è decisivo: imprigionato nel carcere di Arras, vi conosce Charles Germain e Filippo Buonarroti. Attraverso un costante scambio di corrispondenza con i reclusi e con i patrioti di Arras si assiste a una radicalizzazione netta del suo pensiero, a una rivalutazione dell'operato di Robespierre e del Terrore, non più demonizzati ma visti come argine alla cupidigia del Terzo stato che, fatta la rivoluzione giuridica, non intende proseguire sulla via dell'eguaglianza reale, cioè sociale. Si creano le basi della Congiura degli Eguali e quando Babeuf riprende a stampare il Tribun du Peuple, il 15 brumaio dell'anno IV (7 ottobre 1795), non è più solo uno che parla dalla tribuna al popolo — lo stesso che dire sanculotti — ma è il suo organizzatore, colui che si è assunto l'onere di guidarlo nell'eterna lotta che lo oppone al suo nemico di classe, ovverosia la borghesia. Alla domanda: «Che cos'è, in generale, una rivoluzione? che cos'è, in particolare, la rivoluzione francese?», la risposta è infatti: «Una guerra aperta fra patrizi e plebei, fra ricchi e poveri». Allo stato di natura, gli uomini sono tutti uguali, ma «col passaggio allo stato sociale», quando la comunità umana vien organizzandosi nelle istituzioni civili, s'innesca un meccanismo perverso che consacra la disuguaglianza dei diritti e dei bisogni. E allora si osserva che il maggior numero degli uomini è stato defraudato del necessario perché la minoranza potesse godere del superfluo.
Per ristabilire l'originaria uguaglianza occorre fondare — spiega Babeuf nel Manifesto dei plebei, articolo principale facente parte del № 35 del Tribun, uscito il 9 frimaio dell'anno IV (30 novembre 1795) — nuove istituzioni piuttosto che scrivere nuove costituzioni. L'uguaglianza perfetta, in quanto diritto primordiale, deve essere pretesa dal popolo che non deve prestare ascolto a coloro i quali la ritengono una chimera. Il segreto è nel costruire istituzioni in grado di garantire a ogni membro della società civile il soddisfacimento dei suoi bisogni, e a nessuno di usufruire del superfluo. La democrazia è «l'obbligo, per chi ha troppo, di fornire tutto quel che manca a coloro che non hanno abbastanza; che tutto il deficit constatato nelle fortune di questi ultimi deriva dal fatto che gli altri li hanno depredati. Furto legittimo, se si vuole; compiuto grazie a leggi brigantesche che, sotto gli ultimi regimi come sotto i precedenti, hanno autorizzato tutte le ruberie». Babeuf rifiuta l'assioma che una persona, solo perché più ingegnosa di un'altra, debba per ciò stesso avere diritto a beni maggiori, come se i suoi bisogni fondamentali crescano con l’intelligenza. Il prodotto dell'intelligenza, come quello della produzione manuale, deve essere patrimonio comune e non «patrimonio esclusivo di una parte sola della società», cioè di una minoranza che se ne servirebbe per depredare, ingannare e asservire la maggioranza. Le istituzioni sociali devono «togliere ad ogni individuo la speranza di diventare più ricco, più potente, più onorato per cultura, di qualunque suo simile».
(«Il Manifesto dei Plebei» in Babeuf, Il Tribuno del Popolo, cit., p. 83)
Il Tribun du Peuple, il cui ultimo numero, il № 43, fu pubblicato il 5 fiorile dell'anno IV (24 aprile 1796), raggiunse una tiratura massima di duemila copie, era formato da un minimo di dodici a un massimo di cinquantasei pagine, e vantò circa seicento abbonati. Dal № 38 fu stampato in clandestinità.
Malgrado la sorveglianza governativa il giornale, da Parigi, penetrò anche in provincia e si diffuse fino a Basilea, toccando pure l'ala dell'esercito di stanza sul Reno che era in Italia. Il prezzo del giornale era basso — 125 livres per un abbonamento di tre mesi —, ma la scarsa alfabetizzazione era tale che in realtà le classi popolari erano raggiunte dalla sua propaganda per mezzo di letture pubbliche.

## Rilevanza storica

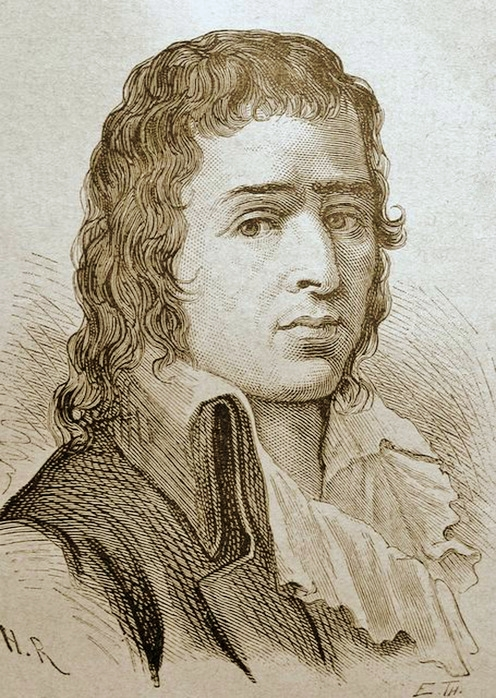
Gracchus Babeuf

Le Tribun du Peuple «è il grido di un sanculottismo battuto sul terreno dell'azione», che non rinuncia ad affermare il proprio ruolo certo di incarnare un'idea, o meglio l’essenza di una classe. Il momento per Babeuf di entrare nel vivo della lotta, «in quel processo di decantazione delle classi sociali ch'è stata la rivoluzione francese», giunge il 9 termidoro, non perché esista una linea di continuità diretta tra lui e il giacobinismo, fermo nel dichiarare l'inalienabilità della proprietà privata mentre il ‘’tribuno’’ ne auspica l’abolizione, quanto perché con la morte di Robespierre si chiude il cerchio della rivoluzione borghese, che, dopo essersi servita dei sanculotti per trionfare, li ha cacciati dalla scena politica. Da questo momento, quindi, il quarto stato può prendere coscienza di essere altro dalla borghesia, di esserne l'antagonista. Siamo ai primi vagiti di un'«esperienza storica» che giungerà a maturazione cinquant'anni dopo, con la nascita del proletariato.
Babeuf, che aveva provato sulla propria pelle la miseria, il freddo e la fame, non era un ideologo, un utopista, e anche se talvolta il suo moralismo sembra peccare di astrattezza, ciò è dovuto al retaggio illuminista di origine rousseauiana, inevitabile all'epoca. Essendo il campo di battaglia in cui Babeuf combatte quello di una classe che al presente non s'è formata ma solo «proietta un'ombra nitida» nel futuro, il suo tentativo è disperato e votato alla sconfitta. In ritardo e insieme in anticipo sui fatti, egli è il tribuno di un popolo sconfitto a Termidoro e destinato a tornare protagonista con la rivoluzione industriale, di un popolo in bilico tra un «vecchio mondo nel quale... non si riconosce già più» e «un mondo nuovo per sopportare il quale le sue spalle sono ancora gracili e le sue mani sono ancora inesperte». La grande rilevanza del Tribun è dunque quella di essere stato una sorta di preludio al Manifesto del Partito Comunista, che consacrerà la comparsa nel panorama storico del proletariato, di cui i sanculotti, senza la fabbrica, sono stati i precursori. Il preannuncio della modernità.

## Nel XIX secolo
Durante la Comune di Parigi, dal 17 al 24 maggio 1871, fu pubblicato Le Tribun du Peuple, un quotidiano diretto da Prosper-Olivier Lissagaray con l'amico Edmond Lepelletier (1846-1913) per condirettore. Nel corso della sua breve vita — solo otto numeri — il giornale si trovò a raccontare con voce accorata e toni accesi gli ultimi giorni della Comune e dovette chiudere nel bel mezzo della settimana di sangue.